# یواس‌اس هیزل (ای‌ان-۲۹)
یواس‌اس هیزل (ای‌ان-۲۹) (به انگلیسی: USS Hazel (AN-29)) یک کشتی بود که طول آن 163' 2" بود. این کشتی در سال ۱۹۴۱ ساخته شد.